# Abaria yakcha
Abaria yakcha är en nattsländeart som beskrevs av Schmid 1982. Abaria yakcha ingår i släktet Abaria och familjen Xiphocentronidae. Inga underarter finns listade i Catalogue of Life.